# Luigi Cavalletti
Luigi Cavalletti (fl. XIX secolo) è stato un organaro italiano vissuto nel XIX secolo, artefice di numerosi organi che ancora oggi si trovano in varie parti di Italia.

## Biografia
Nacque nell'ultimo decennio del XVIII secolo, è famoso per aver costruito vari organi in diverse città: 
- Ad Albinea;
- Santuario della BV di Monticino (nel 1823) a Brisighella
- S. Umiltà (1827), di S. Giovanni di Dio, dell'Istituto Righi e di S. Maria dell'Angelo (1837) a Faenza;
- Chiesa del Carmine a Russi (nel 1833);
- S. Paolo a Ducenta (Ravenna) (nel 1838);
- S. Maria a Rontana.

Suo anche l'organo che si ritrova nella Chiesa di Sant'Antonio Abate di Villa Pasquali, costruito nel 1841. Successivamente nel 1847 prestava la sua opera nella Chiesa della Beata Vergine Incoronata di Sabbioneta, fino alla sua morte.